# 丘基班比亞
丘基班比亞（西班牙語：Chuquibambilla），是秘魯的城鎮，位於該國南部阿普里馬克大區，是格羅省的首府，海拔高度3,320米，2005年人口3,066，居民主要使用奇楚瓦語和西班牙語。
14°6′50″S 72°42′54″W / 14.11389°S 72.71500°W